# 高谷芳明
高谷 芳明（たかたに よしあき）は、日本の機械工学者。元同志社大学工学部嘱託講師。

## 経歴
1953年早川電機工業（現在のシャープ）第3研究部入社。1958年大阪工業大学工学部機械工学科卒業。1994年シャープ電化システム研究所員。その後、同志社大学工学部嘱託講師となる。テクノ経営総合研究所にも在籍した。
主な著書として、「初心者のための機械製図 」（森北出版、植松育三/高谷芳明共著）、「図面のポイントがわかる実践！機械製図」（森北出版、藤本元/御牧拓郎/植松育三/高谷芳明共著）。